# Β-Karoten
β-Karoten – organiczny związek chemiczny z grupy węglowodorów nienasyconych, prowitamina witaminy A i najbardziej aktywny jej izomer. Neutralizuje rodniki w organizmie, stosowany jest jako lek w chorobach wzroku i skóry.

## Właściwości farmakologiczne
β-Karoten jest bezpieczną odmianą karotenu, gdyż organizm przetwarza tylko taką jego ilość, jaka jest mu potrzebna. Przyczynia się między innymi do ochrony przed drobnoustrojami. Ma działanie antyoksydacyjne, a także korzystnie wpływa na funkcjonowanie wzroku, systemu immunologicznego. W preparatach często podawany jest razem z witaminami E, D, B i wapniem.
Beta-karoten był dość długo uważany za środek zapobiegający powstawaniu raka płuc. Późniejsze badania wykazały jednak, że u osób palących i narażonych na działanie azbestu spożywanie β-karotenu minimalnie zwiększa, a nie zmniejsza ryzyko choroby nowotworowej. Prawdopodobnie jest to spowodowane tym, że β-karoten w płucach wystawionych na działanie dymu papierosowego tworzy utlenione metabolity sprzyjające uszkodzeniom DNA. Spożywanie warzyw i owoców bogatych w karotenoidy zmniejsza jednak ryzyko raka, w tym raka płuc. Badania na fretkach wskazują, że β-karoten w dużych i małych dawkach chroni przed metaplazją w płucach, jeśli towarzyszą mu działające stabilizująco α-tokoferol i kwas askorbinowy. Długotrwała suplementacja diety w beta-karoten może w umiarkowany sposób ograniczać rozwój zmian umysłowych związanych z wiekiem.
Beta-karoten nawet nie przekształcony w witaminę A chroni przed niekorzystnym wpływem wolnych rodników, które mogą wiązać się z substancjami znajdującymi się w komórkach i wywierać szkodliwy wpływ na błony komórkowe oraz na podział komórek. Redukuje również ujemne skutki radioterapii i chemioterapii. Zaobserwowano także, że może on spowodować powrót komórek dysplastycznych do normalnej funkcji. Wzmacnia system immunologiczny, chroni wyściółkę przewodu pokarmowego i dróg oddechowych przed infekcjami, zapobiega rozedmie płuc i bronchitowi. Odgrywa istotną rolę w profilaktyce przeciwmiażdżycowej wpływając na obniżenie poziomu cholesterolu. Beta-karoten zapewnia ponadto prawidłowe funkcjonowanie narządu wzroku, zwłaszcza o zmierzchu, oraz warunkuje prawidłowe rogowacenie nabłonków, opóźnia procesy starzenia się.

## Wskazania
- choroby skóry (fotodermatozy, osutki i pokrzywki świetlne, bielactwo)
- przygotowanie skóry na działanie promieniowania
- zaburzenia widzenia o zmierzchu

## Przeciwwskazania
- nadwrażliwość na lek
- ciężka niewydolność wątroby i nerek

## Działania niepożądane
- bóle brzucha
- biegunka
- przejściowe żółte zabarwienie skóry